# Fagraea ceilanica
Fagraea ceilanica är en gentianaväxtart. Fagraea ceilanica ingår i släktet Fagraea och familjen gentianaväxter.

## Underarter
Arten delas in i följande underarter:
- F. c. ceilanica
- F. c. ternatana